# Nikky Blond
Nikky Blond (9 de marzo de 1981) es el nombre artístico de Michaela Saike, una actriz pornográfica húngara.
Nikky comenzó su carrera en la industria porno en 2000. Proviene de la misma escuela que Sophie Moone. En los Estados Unidos hizo pronto carrera y ganó varios premios. En 2004 fue galardonada en Berlín, con el Venus Award a la mejor actriz.
Blond es conocida por participar en producciones de Michael Ninn de la compañía Ninn Worx. También ha trabajado para empresas como Evil Angel o Private Media Group, así como para Pierre Woodman.

## Premios
- 2004 Venus Award a la mejor actriz (Hungría)